# 邦旗
邦旗或州旗（英語：State flag）在澳大利亚、巴西、美国和其他联邦制国家，是指组成联邦的联邦制国家成员的官方旗帜。 广义上也可以指在区域国家（实际上的联邦制国家）的自治政体的旗帜。

## 联邦制国家
- 阿根廷行政区旗帜
- 澳大利亚各州和领土旗帜
- 奥地利各州旗帜（英语：Flags and coats of arms of the Austrian states）
- 比利时大区和社群旗帜
- 波斯尼亚和黑塞哥维那旗帜
- 巴西各州旗帜
- 加拿大各省和地区旗帜
- 科摩罗旗帜
- 埃塞俄比亚行政区旗帜（英语：Flags and emblems of the regions of Ethiopia）
- 德国各州旗帜
- 印度各邦旗帜（英语：List of Indian state flags）
- 伊拉克旗帜
- 马来西亚各州和联邦直辖区旗帜
- 墨西哥各州旗帜（英语：State flags of Mexico）
- 密克罗尼西亚联邦旗帜
- 尼泊尔旗帜
- 尼日利亚旗帜
- 巴基斯坦各省和地区旗帜（英语：List of Pakistani flags）
- 俄罗斯联邦主体旗帜
- 圣基茨和尼维斯联邦旗帜
- 索马里旗帜
- 南苏丹旗帜
- 苏丹旗帜
- 瑞士各州旗帜（英语：Flags and arms of cantons of Switzerland）
- 阿拉伯联合酋长国旗帜
- 美国州份及领地旗帜
- 委内瑞拉行政区旗帜（英语：List of flags of Venezuela）

## 其他
- 缅甸行政区旗帜（英语：List of Burmese flags）
- 帛琉旗帜
- 南斯拉夫旗帜

## 另見
- 國家行政區旗幟列表（英语：Flags of country subdivisions）